# Ronald DiPerna
Ronald John DiPerna (11 février 1947, Somerville, Massachusetts - 8 janvier 1989, Princeton, New Jersey) est un mathématicien américain qui travaille sur des équations aux dérivées partielles non linéaires.

## Formation et carrière
Ronald Diperna a fait ses études de premier cycle à l'université Tufts avant d'être conseillé de fréquenter les études supérieures par le professeur George Leger. En 1972, DiPerna a reçu du Courant Institute of Mathematical Sciences son doctorat sous la direction de James Glimm avec une thèse intitulée Global solutions to a class of nonlinear hyperbolic systems. Il a occupé des postes universitaires à l'université Brown, à l'université du Michigan, à l'université du Wisconsin et à l'université Duke, avant de devenir en 1985 professeur à l'université de Californie à Berkeley. Il est décédé subitement à l'âge de 41 ans peu de temps après la fin d'une année sabbatique en tant que chercheur invité à l'Institute for Advanced Study ,.
« DiPerna was known for his work on nonlinear partial differential equations, especially those that are important in fluid dynamics and the kinetic theory of gases. Probably his best known work is his development and application of the method of compensated compactness. This is a very powerful method for controlling oscillation and thereby proving existence theorems. DiPerna proved existence of weak solutions in the large for the equations of compressible gas dynamics and obtained important results concerning the uniqueness of solutions, their large time behavior, and their local regularity as elements of the appropriate abstract spaces. »
Dans la dernière partie de sa carrière, il a travaillé avec Pierre-Louis Lions sur les équations intégro-différentielles dans la théorie cinétique des gaz (problème de Cauchy pour les équations de Boltzmann) et la généralisation de la physique des plasmas (équation de Vlassov). Il a également travaillé sur les singularités en écoulement compressible. DiPerna avec Andrew Majda a commencé en 1986 des recherches sur la question de l'existence de solutions aux équations d'Euler en deux dimensions avec des conditions initiales que l'on retrouve dans l'évolution des feuillets vortex. DiPerna et Majda ont présenté la méthode de concentration-annulation,.

## Prix et distinctions
DiPerna a été boursier Guggenheim pour l'année universitaire 1984-1985 et boursier Sloan pour l'année universitaire 1978-1979. En 1986, il a été conférencier invité au Congrès international des mathématiciens de Berkeley 1986 et a donné une conférence intitulée Compactness of solutions to nonlinear PDEs.
Il était marié à Maria Schonbek, professeure de mathématiques à l'université de Californie à Santa Cruz et avait une fille. En son honneur, l'Université de Californie à Berkeley a créé les DiPerna Lectures in Applied Mathematics.

## Publications
- Diperna, « Global solutions to a class of nonlinear hyperbolic systems of equations », Comm. Pure Appl. Math., vol. 26,‎ 1973, p. 1–28 (DOI 10.1002/cpa.3160260102)
- Diperna, « Existence in the large for quasilinear hyperbolic conservation laws », Arch. Rational Mech. Anal., vol. 52, no 3,‎ 1973, p. 244–257 (DOI 10.1007/BF00247735)
- Unicité des solutions aux lois de conservation hyperboliques, Indiana Univ. Math. J. 28 (1979), 137–188.
- Diperna, « Convergence of approximate solutions to conservation laws », Arch. Rational Mech. Anal., vol. 82,‎ 1983, p. 27–70 (DOI 10.1007/BF00251724)
- Convergence de la méthode de viscosité pour la dynamique des gaz isentropiques, Comm. Math. Phys. 91 (1983), 1–30, en ligne
- Diperna, « Measure-valued solutions to conservation laws », Arch. Rational Mech. Anal., vol. 88, no 3,‎ 1985, p. 223–270 (DOI 10.1007/BF00752112)
- Compacité compensée et systèmes généraux des lois de conservation, Transactions AMS, 292, 1985, 383-420
- avec Pierre-Louis Lions: Diperna et Lions, « Global weak solutions of Vlasov-Maxwell systems », Comm. Pure Applied Math., vol. 42, no 6,‎ 1989, p. 729–757 (DOI 10.1002/cpa.3160420603)
- avec Pierre-Louis Lions: Diperna et Lions, « On the Cauchy problem for Boltzmann equations: global existence and weak stability », Annals of Mathematics, vol. 130, no 2,‎ 1989, p. 321–366 (DOI 10.2307/1971423, JSTOR 1971423)
- avec Lions: « Ordinary differential equations, Sobolev spaces and transport theory », Inventiones Mathematicae, vol. 98,‎ 1989, p. 511–547 (DOI 10.1007/BF01393835)